# Elecciones generales de San Martín de 1951
Elecciones generales tuvieron lugar en Sint Maarten el 4 de junio de 1951, las primeras elecciones del países basadas en sufragio universal. El resultado fue una victoria para el Nationale Volkpartij, el cual obtuvo cuatro de los cinco escaños el Consejo de la Isla.

## Resultados
| Partido                             | Votos | %     | Escaños |
| ----------------------------------- | ----- | ----- | ------- |
| Nationale Volkpartij                | 357   | 72,56 | 4       |
| Partido Democrático                 | 135   | 27,44 | 1       |
| Votos en blanco/nulos               | 21    | –     | –       |
| Total                               | 513   | 100   | 5       |
| Electores registrados/participación | 599   | 85,64 | –       |
| Fuente: Lynch & Lynch               |       |       |         |